# 캐치! 티니핑의 에피소드 목록
《캐치! 티니핑》은 대한민국의 SAMG 엔터테인먼트 사에 의하여 제작된 텔레비전 오리지널 애니메이션 시리즈로, 마법소녀 캐릭터인 '로미'와 로미와 함께 있는 티니핑 '하츄핑'이 지구로 흩어진 티니핑들을 고향으로 돌려 보내려는 내용을 담고 있다.
아래는 대한민국의 텔레비전 애니메이션 시리즈《캐치! 티니핑 시리즈》의 에피소드 목록이다.

## 시리즈 개요
| 시즌 | 시즌 | 회수 | 방송 날짜        | 방송 날짜       |
| 시즌 | 시즌 | 회수 | 시즌 시작        | 시즌 종료       |
| ---- | ---- | ---- | ---------------- | --------------- |
|      | 1    | 52   | 2020년 3월 19일  | 2021년 4월 1일  |
|      | 2    | 26   | 2021년 9월 22일  | 2022년 3월 16일 |
|      | 3    | 26   | 2022년 9월 14일  | 2023년 3월 8일  |
|      | 4    | 26   | 2023년 9월 22일  | 2024년 3월 28일 |
|      | 5    | 26   | 2024년 10월 10일 | 2025년 5월 1일  |

2025. 6. 24. 기준 총 5개의 시즌이 방송되었다.

## 시즌 1 "캐치! 티니핑"
| 화차 | 화차       | 제목                        | 방송 일자        |
| 15분판 | 30분판     | 제목                        | 방송 일자        |
| --- | ---------- | --------------------------- | ---------------- |
| 1화 | 1회        | 엉망진창 쿠키 만들기        | 2020년 3월 19일  |
| 2화 | 1회        | 아잉핑이 너무해!            | 2020년 3월 26일  |
| - 1화: '이모션 왕국'에 위치한 큐브가 망가지는 사고로 인하여 티니핑들이 지구로 오게 되었는데, 그 중 한 명인 키키핑은 지구에 와서 장난을 쳤다. - 2화: 지구에 온 티니핑 중 한 명인 아잉핑은 여러 인간들이 애교를 부리게 만들었다. |            |                             |                  |
| 3화 | 2회        | 부끄러워 하지 마!           | 2020년 4월 2일   |
| 4화 | 2회        | 올바름의 티니핑, 바로핑     | 2020년 4월 9일   |
| 5화 | 3회        | 최고는 누구?                | 2020년 4월 16일  |
| 6화 | 3회        | 용기를 내, 마야!            | 2020년 4월 23일  |
| 7화 | 4회        | 깜박할 수도 있지            | 2020년 5월 7일   |
| 8화 | 4회        | 배고플 땐 상상해 봐         | 2020년 5월 14일  |
| 9화 | 5회        | 희망아, 어서 와             | 2020년 5월 21일  |
| 10화 | 5회        | 눈물사탕은 어떤 맛?         | 2020년 5월 28일  |
| 11화 | 6회        | 차나핑을 찾아라!            | 2020년 6월 4일   |
| 12화 | 6회        | 즐겁게 노래 불러봐          | 2020년 6월 11일  |
| 13화 | 7회        | 날 따라 해봐요              | 2020년 6월 18일  |
| 14화 | 7회        | 거울을 보면 안 돼           | 2020년 6월 25일  |
| 15화 | 8회        | 돌아와, 하츄핑              | 2020년 7월 2일   |
| 16화 | 8회        | 무셔핑의 사진찍기           | 2020년 7월 9일   |
| 17화 | 9회        | 나만 사랑해줘!              | 2020년 7월 16일  |
| 18화 | 9회        | 좌충우돌 생일파티           | 2020년 7월 23일  |
| 19화 | 10회       | 행운을 부르는 도장          | 2020년 7월 30일  |
| 20화 | 10회       | 다 말해버릴 거야!           | 2020년 8월 6일   |
| 21화 | 11회       | 풍선껌 대소동               | 2020년 8월 13일  |
| 22화 | 11회       | 욕심쟁이 다조핑             | 2020년 8월 20일  |
| 23화 | 12회       | 화내지 말아줘!              | 2020년 8월 27일  |
| 24화 | 12회       | 바로핑이 많아졌어요!        | 2020년 9월 3일   |
| 25화 | 13회       | 싫어 싫어, 시러핑!          | 2020년 9월 10일  |
| 26화 | 13회       | 바네핑의 화살               | 2020년 9월 17일  |
| 27화 | 14회       | 장난이 제일 좋아            | 2020년 9월 24일  |
| 28화 | 14회       | 춥다 추워! 덜덜핑           | 2020년 10월 8일  |
| 29화 | 15회       | 그림이 살아있다?            | 2020년 10월 15일 |
| 30화 | 15회       | 동화 속 공주님이 되고 싶어! | 2020년 10월 22일 |
| 31화 | 16회       | 아휴~ 무거워, 무거핑        | 2020년 10월 29일 |
| 32화 | 16회       | 뭐든지 거꾸로, 꺼꿀핑       | 2020년 11월 5일  |
| 33화 | 17회       | 5명의 로미                  | 2020년 11월 12일 |
| 34화 | 17회       | 씽씽핑은 빠른 게 좋아!      | 2020년 11월 19일 |
| 35화 | 18회       | 아기가 좋아~ 베베핑!        | 2020년 11월 26일 |
| 36화 | 18회       | 하트로즈에 외계인 등장!     | 2020년 12월 3일  |
| 37화 | 19회       | 잠자는 하트로즈의 공주      | 2020년 12월 10일 |
| 38화 | 19회       | 로미, 레나와 딱 붙다?       | 2020년 12월 17일 |
| 39화 | 20회       | 토끼 괴물이 나타났다!       | 2020년 12월 24일 |
| 40화 | 20회       | 티니핑 축제                 | 2020년 12월 31일 |
| 41화 | 21회       | 장난감이 되었어요!          | 2021년 1월 7일   |
| 42화 | 21회       | 하트로즈의 수상한 손님      | 2021년 1월 14일  |
| 43화 | 22회       | 꽃 만들기 대소동            | 2021년 1월 21일  |
| 44화 | 22회       | 사고뭉치 아기 노리핑        | 2021년 1월 28일  |
| 45화 | 23회       | 악동핑의 진실               | 2021년 2월 4일   |
| 46화 | 23회       | 프린세스 선샤인             | 2021년 2월 18일  |
| 47화 | 24회       | 공부할 땐 조용히, 똑똑!     | 2021년 2월 25일  |
| 48화 | 24회       | 다 얼려버려! 꽁꽁핑         | 2021년 3월 4일   |
| 49화 | 25회       | 찌릿핑은 짜릿짜릿해         | 2021년 3월 11일  |
| 50화 | 25회       | 바다에서 온 티니핑          | 2021년 3월 18일  |
| 51화 | 최종화(26) | 로열핑의 이름으로!          | 2021년 3월 25일  |
| 최종화(52) | 최종화(26) | 프린세스 베로니카           | 2021년 4월 1일   |
| '악동핑'의 몸에 살고 있었던 악당 캐릭터 '앙대핑'이 하모니 마을에서 본 모습을 드러냈다. |            |                             |                  |

## 시즌 2 "반짝반짝 캐치! 티니핑"
| 화차       | 화차       | 제목                          | 방송 일자        |
| 15분판     | 30분판     | 제목                          | 방송 일자        |
| ---------- | ---------- | ----------------------------- | ---------------- |
| 1화        | 1회        | 반짝반짝 보석티니핑           | 2021년 9월 22일  |
| 2화        | 1회        | 티니핑 스쿨 개교!             | 2021년 9월 29일  |
| 3화        | 2회        | 간지럼을 참아야 해!           | 2021년 10월 6일  |
| 4화        | 2회        | 아야아야 엄살은 그만~         | 2021년 10월 13일 |
| 5화        | 3회        | 소원핑의 세 가지 소원         | 2021년 10월 20일 |
| 6화        | 3회        | 토닥토닥, 따뜻한 위로를 줄게~ | 2021년 10월 27일 |
| 7화        | 4회        | 사라진 로미                   | 2021년 11월 3일  |
| 8화        | 4회        | 반짝반짝하게 싹싹!            | 2021년 11월 10일 |
| 9화        | 5회        | 맛나핑은 최고의 요리 선생님   | 2021년 11월 17일 |
| 10화       | 5회        | 쓰러진 믿어핑                 | 2021년 11월 24일 |
| 11화       | 6회        | 뜨개 인형이 된 하츄핑         | 2021년 12월 1일  |
| 12화       | 6회        | 곰 인형이 살아있다?           | 2021년 12월 8일  |
| 13화       | 7회        | 또 한 명의 프린세스           | 2021년 12월 15일 |
| 14화       | 7회        | 메모핑의 메모메모             | 2021년 12월 22일 |
| 15화       | 8회        | 대결! 로열핑                  | 2021년 12월 29일 |
| 16화       | 8회        | 왕국이 된 하트로즈            | 2022년 1월 5일   |
| 17화       | 9회        | 보석핑을 도둑맞았어요!        | 2022년 1월 12일  |
| 18화       | 9회        | 진짜 하츄핑은 누구?           | 2022년 1월 19일  |
| 19화       | 10회       | 선물 상자를 찾아라!           | 2022년 1월 26일  |
| 20화       | 10회       | 조각을 할 거야, 뚝딱!         | 2022년 2월 2일   |
| 21화       | 11회       | 위험한 소풍                   | 2022년 2월 9일   |
| 22화       | 11회       | 핑그르르 티니핑 발레단        | 2022년 2월 16일  |
| 23화       | 12회       | 히어로 티니핑, 원더핑!        | 2022년 2월 23일  |
| 24화       | 12회       | 티니핑 스쿨 졸업식            | 2022년 3월 2일   |
| 25화       | 최종화(13) | 위기의 하츄핑                 | 2022년 3월 9일   |
| 최종화(26) | 최종화(13) | 돌아온 보석숲                 | 2022년 3월 16일  |

## 시즌 3 "알쏭달쏭 캐치! 티니핑"
| 화차       | 화차       | 제목                         | 방송 일자        |
| 15분판     | 30분판     | 제목                         | 방송 일자        |
| ---------- | ---------- | ---------------------------- | ---------------- |
| 1화        | 1회        | 알쏭달쏭 열쇠티니핑          | 2022년 9월 14일  |
| 2화        | 1회        | 변신! 플로라하트             | 2022년 9월 21일  |
| 3화        | 2회        | 과식은 위험해 얌얌           | 2022년 9월 28일  |
| 4화        | 2회        | 뜨거뜨거 캠핑 소동           | 2022년 10월 5일  |
| 5화        | 3회        | 치료해줄게 삐뽀              | 2022년 10월 12일 |
| 6화        | 3회        | 티니핑 병원이 생겼어요       | 2022년 10월 19일 |
| 7화        | 4회        | 힘내힘내 응원이 필요해       | 2022년 10월 26일 |
| 8화        | 4회        | 고쳐줘요 고쳐핑              | 2022년 11월 2일  |
| 9화        | 5회        | 로미와 하츄핑이 바뀌었어요   | 2022년 11월 9일  |
| 10화       | 5회        | 백설로미                     | 2022년 11월 16일 |
| 11화       | 6회        | 패션핑의 옷 만들기           | 2022년 11월 23일 |
| 12화       | 6회        | 꼼짝 마라 꼼딱핑             | 2022년 11월 30일 |
| 13화       | 7회        | 행운이 가득 행운과자         | 2022년 12월 7일  |
| 14화       | 7회        | 퐁당퐁당 퐁당핑              | 2022년 12월 14일 |
| 15화       | 8회        | 파티핑과 파티파티            | 2022년 12월 21일 |
| 16화       | 8회        | 멋진 머리를 꾸며봐 꾸며핑    | 2022년 12월 28일 |
| 17화       | 9회        | 아빠의 카메라                | 2023년 1월 4일   |
| 18화       | 9회        | 삐질거야 삐짐핑              | 2023년 1월 11일  |
| 19화       | 10회       | 로미의 목걸이를 찾아라       | 2023년 1월 18일  |
| 20화       | 10회       | 노래하는 아아~핑             | 2023년 1월 25일  |
| 21화       | 11회       | 다 같이 놀자 티니핑 놀이공원 | 2023년 2월 1일   |
| 22화       | 11회       | 스케이트를 타고 빙글빙글     | 2023년 2월 8일   |
| 23화       | 12회       | 등장! 행운핑                 | 2023년 2월 15일  |
| 24화       | 12회       | 티니핑 패션쇼                | 2023년 2월 22일  |
| 25화       | 최종화(13) | 위기일발 미스틱마을          | 2023년 3월 1일   |
| 최종화(26) | 최종화(13) | 안녕 열쇠티니핑              | 2023년 3월 8일   |

## 시즌 4 "새콤달콤 캐치! 티니핑"
| 회차       | 회차       | 제목                      | 방송 일자        |
| 15분판     | 30분판     | 제목                      | 방송 일자        |
| ---------- | ---------- | ------------------------- | ---------------- |
| 1화        | 1회        | 새콤달콤 디저트 티니핑    | 2023년 9월 22일  |
| 2화        | 1회        | 변신! 프린세스 베리하트   | 2023년 9월 22일  |
| 3화        | 2회        | 예쁘게 장식할래, 머랭     | 2023년 10월 5일  |
| 4화        | 2회        | 샌드핑과 샌드쿠키의 비밀  | 2023년 10월 12일 |
| 5화        | 3회        | 뿌뿌핑을 잡아라           | 2023년 10월 19일 |
| 6화        | 3회        | 로열 티니핑이 되고 싶어   | 2023년 10월 26일 |
| 7화        | 4회        | 납작해져라! 와플핑        | 2023년 11월 2일  |
| 8화        | 4회        | 돌려~ 돌려~ 롤리핑        | 2023년 11월 9일  |
| 9화        | 5회        | 포실핑과 작은 친구들      | 2023년 11월 16일 |
| 10화       | 5회        | 알록달록 색칠해요 마카핑  | 2023년 11월 23일 |
| 11화       | 6회        | 차곡차곡 쌓아줘 핫케핑    | 2023년 11월 30일 |
| 12화       | 6회        | 말랑핑 마음은 말랑해요    | 2023년 12월 7일  |
| 13화       | 7회        | 디저트 마을로 간 로미     | 2023년 12월 14일 |
| 14화       | 7회        | 울면 안돼 커핑, 머핑      | 2024년 1월 4일   |
| 15화       | 8회        | 아기 돌보기는 힘들어 또너 | 2024년 1월 11일  |
| 16화       | 8회        | 샤샤핑이 낫게 해 줄게     | 2024년 1월 18일  |
| 17화       | 9회        | 잘 자요~ 를레이! 요거     | 2024년 1월 25일  |
| 18화       | 9회        | 얼음 공주 눈꽃핑          | 2024년 2월 1일   |
| 19화       | 10회       | 푸딩푸딩 푸딩댄스         | 2024년 2월 8일   |
| 20화       | 10회       | 폭신폭신 마시멜로         | 2024년 2월 15일  |
| 21화       | 11회       | 쪼코모자로 모두 사이좋게  | 2024년 2월 22일  |
| 22화       | 11회       | 새콤달콤 레전드 티니핑    | 2024년 2월 29일  |
| 23화       | 12회       | 새콤달콤한 디저트 파티    | 2024년 3월 7일   |
| 24화       | 12회       | 돌아와, 뿌뿌핑            | 2024년 3월 14일  |
| 25화       | 최종화(13) | 다시, 디저트 마을로       | 2024년 3월 21일  |
| 최종화(26) | 최종화(13) | 마음을 하나로! 하모니어스 | 2024년 3월 28일  |

## 시즌 5 "슈팅스타 캐치! 티니핑"
| 화차       | 화차       | 제목                         | 방송 일자        |
| 15분판     | 30분판     | 제목                         | 방송 일자        |
| ---------- | ---------- | ---------------------------- | ---------------- |
| 1화        | 1회        | 별을 타고 온 소녀            | 2024년 10월 10일 |
| 2화        | 1회        | 깡총깡총 깡총핑              | 2024년 10월 10일 |
| 3화        | 2회        | 훌라후프의 여왕              | 2024년 10월 24일 |
| 4화        | 2회        | 빛을 나눠줘 나눔핑           | 2024년 10월 31일 |
| 5화        | 3회        | 택배 왔어요 딩동핑           | 2024년 11월 7일  |
| 6화        | 3회        | 우주 미아가 된 로열핑들      | 2024년 11월 14일 |
| 7화        | 4회        | 떠돌이 나그네핑              | 2024년 11월 21일 |
| 8화        | 4회        | 고고핑은 멈추지 않아         | 2024년 11월 28일 |
| 9화        | 5회        | 스티커를 붙여 뿌쵸핑         | 2024년 12월 5일  |
| 10화       | 5회        | 힘 센 티니핑 고마핑          | 2024년 12월 12일 |
| 11화       | 6회        | 만나고 싶어 아롱핑, 다롱핑   | 2024년 12월 19일 |
| 12화       | 6회        | 뽀송핑의 뽀송뽀송 세탁소     | 2024년 12월 26일 |
| 13화       | 7회        | 투명해질래, 유리핑           | 2025년 1월 2일   |
| 14화       | 7회        | 하트로즈에 온 노아           | 2025년 2월 6일   |
| 15화       | 8회        | 함께하자 함께핑              | 2025년 2월 13일  |
| 16화       | 8회        | 댄스핑의 댄스는 별이 다섯 개 | 2025년 2월 20일  |
| 17화       | 9회        | 장난꾸러기 여우핑            | 2025년 2월 27일  |
| 18화       | 9회        | 루루핑과 노래해요            | 2025년 3월 6일   |
| 19화       | 10회       | 나그네핑을 찾아라            | 2025년 3월 13일  |
| 20화       | 10회       | 티니핑이 된 로미             | 2025년 3월 20일  |
| 21화       | 11회       | 몰래 훔쳐! 몰래핑            | 2025년 3월 27일  |
| 22화       | 11회       | 뽀뽀핑 따라 삼만리           | 2025년 4월 3일   |
| 23화       | 12회       | 별의 기억                    | 2025년 4월 10일  |
| 24화       | 12회       | 스타티니핑, 별의 힘을 모아   | 2025년 4월 17일  |
| 25화       | 최종화(13) | 약속의 오로라핑              | 2025년 4월 24일  |
| 최종화(26) | 최종화(13) | 마음을 이어주는 오로라       | 2025년 5월 1일   |

### 내용주
1. ↑  KTX-이음 개통 1주년 기념일 및 영동터널 탈선사고
2. 1 2 3 4 5 6 7 8 9 10 11 12 13 14 15 16 17 18 19 20 21 22 23 24 25 26  《캐치! 티니핑》 공식 유튜브 채널 생방송을 통한 선공개분 기준.